# لکس یولیا در مورد احکام ازدواج
لکس یولیا در مورد احکام ازدواج (به لاتین: Lex Iulia de maritandis ordinibus)، قانونی است که توسط نخستین امپراتور روم، آگوستوس در ۱۸ قبل از میلاد تصویب شد. بخشی از برنامه احیای اخلاق رومی او بود که با آن قصد داشت آداب و رسوم اجدادی را حفظ کند و خانواده ای را که توسط شهوات و اثرات جنگ‌های داخلی فاسد شده بود، بازسازی کند. این قانون ازدواج بین طبقات مختلف اجتماعی را محدود می‌کرد و مجردان را مجازات می‌کرد (در واقع از کسانی که ازدواج نمی‌کردند مالیات می‌گرفتند). همچنین مقرر شد وراثت بدون ورثه در صورت فقدان یا سکون طلبکاران موروثی به خزانه می‌رود. این یکی از قوانینی بود که آگوستوس برای جلوگیری از کاهش جمعیت تصویب کرده بود، در این راستا بودجه هنگفتی برای کمک به والدین فقیر برای تغذیه فرزندانشان اختصاص داده شده بود. آگوستوس، در قانون خود، سعی در ترویج ازدواج و تولد شهروندان رومی داشت، اما از نخبگان سناتوری با محدود کردن ازدواج بین طبقات مختلف اجتماعی محافظت می‌کرد (که می‌تواند به عنوان یک علت غیرمستقیم رواج همخوابه قانونی (روم باستان) در نظر گرفته شود، که قرن‌ها بعد توسط امپراتور ژوستینیان کنترل شد. مجردها را - که مشمول مالیات بیشتری می‌شدند- از تجرد دلسرد می‌کرد و به افراد متأهل و صاحب فرزند امتیاز می‌داد. این یک قانون بسیار بحث‌برانگیز بود زیرا در طرح اولیه مجازات‌ها و محدودیت‌های بسیار شدیدی در نظر گرفته شده بود، بنابراین امپراتور مجبور شد برخی از آنها را لغو یا کاهش دهد.

## بررسی اجمالی
آگوستوس در قوانین مربوط به ازدواج، طلاق و زنا، در درجه اول به ازدواج و نرخ زاد و ولد طبقه سناتوری و سوارکاری توجه داشت. قوانین او، لگس یولیای، که به موجب tribunician potestas (مصونیت شخصی در زمان مسئولیت- تقدس قدرت) به مجلس گذاشته شد، به ویژه بر ازدواج به عنوان یک نهاد اجتماعی و خطرات کاهش نرخ زایمان در میان طبقات بالا متمرکز بود. دو قانون در سال ۱۸ تصویب شد، «لکس یولیا در مورد احکام ازدواج» - ازدواج در میان طبقات بالا - همراه با محدودیت‌هایی در مورد اینکه با چه کسی می‌توانند ازدواج کنند - را تشویق می‌کرد، و لکس یولیا در مورد کنترل زنا که زنا را به یک جرم عمومی تبدیل کرد و روابط جنسی خارج از ازدواج، ارتکاب جنایت با پسر شهروند و سایر جرایم جنسی را هدف قرار داد.
آگوستوس علاوه بر مجازات افراد مجرد و فاقد فرزند، مشوق‌هایی را برای تشویق ازدواج و فرزندآوری فراهم کرد، در حالی که زنا از سوی دیگر با تبعید و مصادره اموال و تجرد با محدودیت در ارث بردن انواع خاصی از میراث مجازات شد. این قانون به خوبی مورد استقبال قرار نگرفت و مسلماً تأثیری کمتر از آنچه او انتظار داشت داشت: در سال ۹ میلادی از طریق قوانین ارائه شده توسط دو کنسول روم، مارکوس پاپیوس موتیلوس و کوئینتوس پوپیوس سکوندوس که هر دو مجرد و بدون فرزند بودند، به نام لکس پاپیا پوپیا به روز شد.
آگوستوس ادعا می‌کرد که قوانین اجتماعی او استانداردهای سنتی را مجدداً معرفی کرد و نمونه ای برای آیندگان هستند. این قطعاً میزان توجه او به مسائل اخلاقی و اجتماعی مربوط به طبقات بالای روم را نشان داد. قانون جدید ازدواج در ۱۸ پیش از میلاد، شهروندان مرد بین ۲۵ تا ۶۰ سال و زنان بین ۲۰ تا ۵۰ سال را ملزم به ازدواج کرد. عدم انجام این کار جریمه‌هایی از جمله محدودیت حقوق ارث را به همراه داشت. حتی برای ارثی که زن و شوهر می‌توانستند برای یکدیگر بگذارند محدودیت‌هایی در نظر گرفته شد و مبالغی که می‌توانستند قبول شوند به تعداد فرزندانشان بستگی داشت، در حالی که بیوه‌ها در صورت عدم ازدواج مجدد در یک بازه زمانی معین (یک سال برای بیوه یا شش ماه در صورت مطلقه) مجازات می‌شدند.
تاریخدان سده دوم میلادی، سوئتونیوس از «فریاد اعتراض‌کنندگان» صحبت می‌کند، و این قانون هنوز دو دهه بعد، زمانی که آگوستوس آن را در لکس پاپیا پوپیا مورد تجدید نظر قرار داد، باز هم محبوبیت نداشت، زمانی که او فرزندان خردسال 
ژرمنیکوس و آگریپینا (نوه همسرش لیویا و نوهٔ خواهرزادهٔ آگوستوس) را در معرض دید عموم قرار داد تا درخواست‌های مقامات برای لغو قوانین را کاهش دهد. او در سخنانی در جمع، تصویری از لذت‌های زندگی خانگی با یک زن برای تربیت فرزندان و مراقبت از شوهرش، و همراه با نوزادی برای تربیت و تربیت به‌عنوان آینه‌ای از جسم و روح ترسیم کرد. به طوری که با رشد فرزند خود، خود دیگری به وجود می‌آید، بنابراین تداوم خانواده را تضمین می‌کند. در این مرحله، راه‌های گریز برای فرار از قانون به کار گرفته می‌شد، مردانی که خود را با نوزادان نامزد می‌کردند تا ازدواج واقعی را به تعویق بیاندازند، و او مجبور شد مدت زمان مجاز برای نامزدی را کاهش دهد.
لکس یولیا در مورد احکام ازدواج نه تنها ازدواج را تشویق می‌کرد، بلکه این کار را بین اعضای یک طبقه توصیه می‌کرد. برای ازدواج سناتورها، و فرزندانشان تا نسل چهار با زنان یا مردان آزادگان روم یا به‌طور کلی با شهروندان عادی آزاد متولد شده، بازیگران زن (یا فرزندان بازیگران زن) یا روسپی‌ها، محدودیت‌هایی وجود داشت. با این حال، با وجود محدودیت‌هایی که برای سناتورها وضع شده بود، آگوستوس شهروندان عادی را به ازدواج با زنان برده‌های آزادشده روم باستان (آزادگان زن) تشویق می‌کرد.
تحت شرایط خاص، مجازات‌های بی‌فرزندی لغو می‌شد و بازمانده می‌توانست کل ارث را از همسر متوفی دریافت کند. اگر زوج زیر سن لازم (شوهر کمتر از ۲۵ سال و زن کمتر از ۲۰ سال) یا بزرگتر (شوهر بیش از ۶۰ سال و زن بیش از ۵۰ سال) باشند، مجاز بود. همچنین استثنائاتی وجود داشت که برای مواردی که شوهر برای مدت طولانی غیبت کرده بود، شاید در خدمت سربازی، مجاز بود. زوج‌ها همچنین در صورت دریافت «حق فرزندان» (ius liberorum) از آگوستوس، می‌توانستند به نفع دیگری وصیت کنند: ius liberorum به کسانی اعطا می‌شد که پسر یا دختر مشترکی داشتند یا دارای یک فرزند بودند. پسر ۱۴ ساله یا دختر ۱۲ ساله ای که فوت کرده باشد یا دو فرزند سه ساله یا سه فرزند خود را پس از نامگذاری از دست داده باشد. که نهمین روز پس از تولد برای پسران و هشتمین روز برای زنان بود. از دست دادن حتی یک کودک زیر سن بلوغ به بازماندگان این امکان را می‌داد که در طول یک دوره ۱۸ ماهه پس از مرگ کودک، کل ارث را بگیرد. فرزندان پس از مرگ به زن حق ارث را می‌دادند، اگرچه اگر ازدواج با قوانین مربوط به همسران مناسب، مانند ازدواج سناتور اولپیان با زن آزاده مغایرت داشته باشد، این حق از بین می‌رود. آن قسمت از وصیت که منتفی شد به اشخاص دیگری که در وصیت نامه نام برده شده بودند و دارای فرزند بودند یا در غیر این صورت به خزانه دولت می‌رفت.
علاوه بر مجازات‌ها، مشوق‌هایی نیز در این قانون وجود داشت. آنهایی که «سه فرزند» یا بیشتر داشتند توسط قانون آگوستوس پاداش دریافت می‌کردند و شهروندان به‌طور فعال تشویق می‌شدند تا با زنان آزادگان ازدواج کنند و فرزندان حاصل از آنها شهروندان قانونی بودند. گفته می‌شود که آگوستوس به این موضوع واکنش نشان داد که سنا به ازدواج اجباری اعتراض کرد، به دلیل «رفتار بی‌نظم زنان» که مردان را از تمایل به ازدواج منصرف می‌کرد و آنها تحت فشار قرار می‌گرفتند که چگونه رفتار همسران را کنترل کند. آگوستوس گفت «همه شما باید همسران خود را نصیحت کنید و آنها را در مورد خواسته‌های خود راهنمایی کنید - این همان کاری است که من انجام می‌دهم». هنگامی که برای توضیح بیشتر تحت فشار قرار گرفت، او با اکراه گفت که عادت دارد در مورد لباس و زیورآلات همسرش لیویا، بازدیدهای خارج از خانه، و به‌طور کلی درستی رفتار او اظهار نظر کند. نیاز به افزایش نرخ زاد و ولد در روم موضوع جدیدی نبود و آگوستوس سخنرانی کوئینتوس کیسیلوس متلوس مقدونی را که در سال ۱۳۱ ارائه شده بود، در مجلس سنا خوانده بود که به وظیفه مردان برای ازدواج به منظور ازدواج و تولید بچه می‌پرداخت. سزار به عنوان کنسول در سال ۵۹ نیز اولویت را در توزیع زمین خود درکامپینوس به شهروندان دارای سه فرزند یا بیشتر داده بود. با این وجود، این قانون مقاومت زیادی را در میان طبقات بالا برانگیخت و به گفته تاسیتوس، بی فرزندی در قرن اول پس از میلاد مد روز باقی ماند.

## دور زدن قانون
مردان برای اینکه بتوانند ازدواج خود را برای چندین سال به تعویق بیاندازند اما از نظر ظاهری به عنوان شوهر طبقه‌بندی شوند با دختران شیرخوار نامزد می‌کردند به همین دلیل نامزدی زودهنگام در قانون ممنوع شد. طبق قانون جدید بین نامزدی و ازدواج نباید بیش از دو سال فاصله وجود داشته باشد. از آنجایی که تصور می‌شد دختران در سن ۱۲ سالگی قابل ازدواج هستند، بنابراین تا زمانی که دختر ۱۰ ساله نشده بود، نامزدی انجام نمی‌شد.
وقتی [آگوستوس] متوجه شد که این قانون با نامزدی‌های زودهنگام و طلاق‌های مکرر دور زده می‌شود، برای نامزدی و ازدواج مهلت تعیین کرد و ترمز طلاق را گرفت.